# 蘭陵劇坊
蘭陵劇坊，創立於1980年，是台灣第一個業餘的實驗小劇場劇團，前身為耕莘實驗劇場，創團團長為金士傑，藝術指導為吳靜吉。以現代話劇演出為主，為台灣小劇場運動的主要推動者，蘭陵劇坊在1990年停止活動，1991年解散。蘭陵劇坊為台灣訓練出許多優秀的表演工作者，也衍生出許多專業劇團如李國修的屏風表演班、劉若瑀的優劇場以及表演工作坊等。

## 歷史
1965年，吳靜吉至美國明尼蘇達大學攻讀教育心理學博士學位。因為從小愛好戲劇，吳靜吉也參與了紐約市拉瑪瑪劇團的活動。回到台灣後，吳靜吉住在劇作家姚一葦的隔壁，兩人經常談論戲劇。吳靜吉於是在家中，召集了一群愛好戲劇演出的年輕人，教導他們演出方式，組織了耕莘實驗劇團。
1980年，吳靜吉與金士傑、李國修、劉若瑀、李天柱等人在劉若瑀家中進行腦力激盪，決定將團名改為蘭陵劇坊。同年，蘭陵劇坊推出《包袱》與《荷珠新配》。

## 歷年作品
- 1979年：離
- 1979年：包袱
- 1979年：公雞與公寓
- 1980年：新春歌謠晚會
- 1980年：荷珠新配
- 1980年：貓的天堂
- 1981年：影
- 1982年：懸絲人
- 1982年：社會版
- 1982年：那大師傳奇
- 1983年：冷板凳
- 1983年：代面
- 1984年：摘星
- 1985年：今生今世
- 1985年：謝微笑
- 1985年：九歌
- 1986年：家家酒
- 1987年：一條蜿蜒的河流
- 1988年：明天我們空中再見
- 1988年：黎明
- 1989年：螢火
- 1990年：戲螞蟻